# アイザック・ブロック
アイザック・ブロック（英:Sir Isaac Brock、1769年10月6日 - 1812年10月13日、バス勲章）は、イギリス陸軍少将であり、イギリスの植民地アッパー・カナダの統治者であった。戦闘における優れた指揮と戦略家としての名声を得、特に米英戦争においては劣勢であったイギリス軍で、アメリカ軍の侵略に対抗した。この功績でナイトの爵位を授けられ、アッパー・カナダの英雄という呼び名も貰った。
ブロックは1802年にカナダ駐在となり、アメリカ合衆国とカナダの国境の防衛責任者となった。カナダやイギリスの多くの者が米英戦争を避けられると考えていた時、ブロックは戦争に備えて軍隊や民兵の準備を整え始めた。戦争が始まった時、一般大衆の準備はできており、緒戦のマッキナック砦やデトロイト砦で勝利し、アメリカの侵略を止めた。
カナダでは兵士の脱走や反乱という苦難にも直面したが、ブロックの英雄的な行動が称えられ、バス勲章も受章した。また、ショーニー族の指導者テカムセと共に戦う機会もあった。クィーンストン・ハイツの戦いにおけるブロックの戦死は、イギリス軍の指導力にとって大きな痛手となった。

## 生い立ち

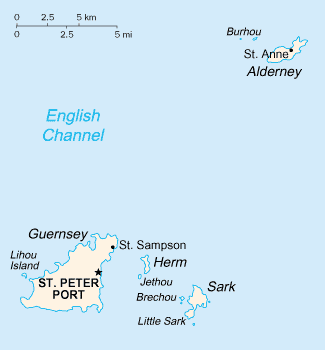
ブロックが生まれたセント・ピーター・ポート

ブロックはイギリス海峡のチャネル諸島に位置するガーンジー島のセント・ピーター・ポートで、中流階級の家庭の8番目の息子として生まれた。学業時代は勤勉な学生として評判をとり、水泳やボクシングの腕前も際だっていた。体格的な優越さもあり、身長は6フィート2インチから4インチ (1.88 から 1.93 m)の間であったと言われる。長じてその父や3人の兄と同じ道を歩むことになった。

## 軍隊での経歴
ブロックは米英戦争におけるデトロイト砦の占領などの功績で広く知られているが、それ以前にも輝かしい軍歴があり、軍隊における出世が速かった。ブロックの速い昇進について運や他の技量を上げる者もいるが、運・技量のどちらも傑出してくるだけのものを持っていたと言っても過言ではない。

### 初期の軍歴
1785年、ブロックは15歳で第8国王歩兵連隊に少尉として入隊した。ここでは連隊旗の旗手を任された可能性が強い。ブロックは1791年6月15日に第49ハートフォードシャー歩兵連隊に大尉として転属した。
ブロックの甥で伝記作者のフェルディナンド・ブロック・タッパーは次のような逸話を紹介している。
ブロックが連隊に入った直ぐ後で、決闘を常習のようにしている男から戦いを挑まれた。挑戦された者としてブロックは条件を選ぶ権利があったが、拳銃での戦いを選んだ。ブロックは拳銃の腕前が中程度と考えられていたのに対し、相手は専門家であったので、ブロックの友人は衝撃を受けた。しかし、ブロックは決心を変えなかった。決闘の相手が果たし場に着いた時に、どの位の距離を置くかブロックに尋ねた。ブロックは通常の距離を置くのではなく、ハンカチの長さだけ離れることを主張した。決闘相手は決闘を諦め、連隊に留まることもできなくなった。このことで連隊の士官達の間でのブロックの人気と評判が高まり、決闘相手の評判は凋落し、仕返しを恐れないような他の士官も一歩引かせることになった。
ブロックはこの連隊にいる間にカリブ海で従軍した。しかしそこにいる間に熱病にかかりほとんど死にかけるまでになった。ブロックはイギリスに戻ってやっと病から快復した。

### 最初の指揮

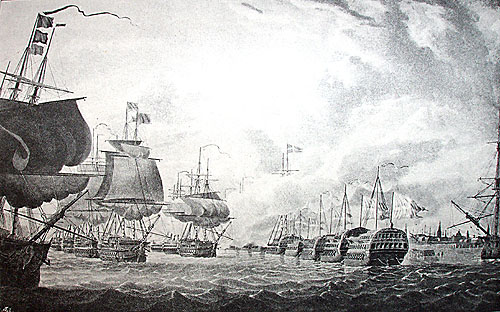
コペンハーゲンの海戦

1797年、ブロックは中佐の位を購入し連隊長となった。1799年、第49連隊はサー・ラルフ・アバークロンビーの下でバタヴィア共和国（今日のオランダ）に対する遠征に加わった。9月10日、ジョン・ムーア少将の指揮で上陸している時に、ブロックは初めての戦闘に遭遇した。ブロックが指揮を執ったとき、第49連隊はまずい隊形にあったので、実際の戦闘にはほとんど加わらなかった。ムーアがそれを補ってより訓練を積んだ連隊を使い橋頭堡を築きあげた。10月2日、第49連隊はエグモント・オプ・ゼーで激しい戦闘に巻き込まれ、33名の命が失われたが、前回の汚名を返上することができた。これがその後の任務を変えた。第49連隊はエグモント・オプ・ゼーの海岸沿いに砂丘の急斜面を上ったり悪路を通っての前進を命じられた。このとき、フランス狙撃兵の攻撃を受けて戦況が悪くなった。約6時間にも及ぶ激しい交戦の後で攻撃が一旦止み、目的地までは1マイル (1.6 km)かそこらになっていた。続いて拳やサーベルによる接近戦が1時間続いた後で、フランス軍が撤退を始めた。ブロック自身はマスケット銃の流れ弾を喉に受けて負傷したが、制服の襟のお陰で致命傷を免れた。「私は、敵が撤退を始めた直ぐ後で倒された。しかし戦場を離れる気は毛頭おこらず、30分もしないうちに部隊に復帰した」というブロック自身の言葉が残っている。
1801年、74門搭載HMSガンジス（ブロックの友人トマス・フリーマントルが艦長）に乗っているときに、コペンハーゲンの海戦に遭遇した。ブロックの連隊はコペンハーゲンの砦攻撃に向かう途中であった。この戦いの結果、砦攻撃は不要となったが、ブロックはネルソン提督の戦術的な巧みさを身近に見ることができた。戦闘後、ブロックはフリーマントルと共にネルソンを祝福する輪の中に加わった。1802年、ブロックと第49連隊はカナダ行きを命じられた。

### カナダでの任務
ブロック隊はカナダに着くと初めはケベック市駐在となった。歩兵のジェイク・バチェラーは「こんなにすばらしい景色は、旅の途中で誰も目にしなかった」と書き記した。到着から間もない1803年、カナダでは主要な問題となっていた脱走が起こった。7名の兵士が船を盗み国境を越えてアメリカに逃げた。ブロックは国境を越えて追跡隊を送り、脱走兵を連れ戻した。

### 反乱
さらにその後で、ジョージ砦の士官から報告が入り、砦の守備兵が士官を捕虜にしてアメリカに逃げ込もうとしていると伝えた。ブロックは直ぐに伝言を運んできたスクーナーに飛び乗り、ロジャー・ヘイル・シェフ中佐の指揮するジョージ砦に向かった。予期せぬブロックの到着を急拵えの衛兵栄誉礼が出迎えた。ブロックのカナダでの評判を後に作ることになるジェイムズ・フィッツギボンと当直兵と共に、衛兵の軍曹を武装解除し監禁させた。それから砦に入った。
夕食の時間、兵士は全員宿舎にいた。ブロックは当直兵に反乱の指導者と見なされている兵士を連れてくるよう命じた。その反乱の容疑者が部屋に入って来るや、フィッツギボンが男を押さえて、叫び声を上げたら殺すと脅した。同じようにして反乱の嫌疑が掛かっていた者全てが捕らえられた。最後にブロックは太鼓を叩かせ、全員を招集した。兵士達は宿舎を出てブロックの前に整列した。ブロックは反乱の計画に加わった者は前へ出よと命じ、数人が出てきたのでこれも逮捕させた。続いて連隊に向かって演説し、反乱を知らなかった者の服従を求めた。服従を誓った者は宿舎に返された。
ブロックは反乱の計画に加わった12名と脱走者7名を軍法会議のためにケベックに送った。そこで分かったことは、反乱計画者は全ての士官を監獄に閉じ込めシェフのみを殺害し、ナイアガラ川をクィーンストンで越えてアメリカに入る計画を立てていたということだった。この結果7名の兵士が銃殺刑となった。ブロックの甥フェルディナンド・タッパーは当時10歳であったが、裁判や刑の執行の場に居て、後にブロックに手紙を書いた。タッパーが書いたことは、反乱計画者がシェフの厳格さに会ってそのような手段を採らざるを得なくなったと審問の中で述べたこと、ブロックの指揮下にあればそのような行動を取らなかったと述べたことなどであった。ブロックはこの手紙に心を動かされた。ブロックはこの一連の行動の結果として、1805年10月30日に大佐に昇進した。

### 戦前の準備
1806年、アメリカ合衆国は次第にイギリスに敵対的となり、両国の関係は1812年の開戦まで悪化の道を辿った。この敵意の原因は3つあった。アメリカの主権を侵すことに対する不満、イギリスによる貿易の制限、および防衛力の薄い北アメリカのイギリス領を領土として取ってしまおうというアメリカの野望であった。アメリカの不満には、イギリス海軍によるアメリカ人水夫の強制徴募、枢密院令によるフランスの港の封鎖、およびアメリカの西部辺境でイギリス軍がインディアンを唆して開拓者を襲わせているという思いこみがあった。アメリカのタカ派はイギリスを罰するためにカナダ侵略を要求し、インディアンに代表されるアメリカの利益に対する脅威を減ずることを要求していた。同時にアメリカの新しい領土が混み合い始め、後にマニフェスト・デスティニーという言葉で表されることになる、北アメリカ大陸の全ての土地は神の意志でアメリカ合衆国が支配することになっているという思想・態度が広まりつつあった。アメリカのタカ派はカナダの開拓者が立ち上がって、アメリカ軍を解放者として迎えてくれるものと見ており、トーマス・ジェファーソンは、カナダ征服が「ほんの行軍するだけのこと」であると言ってアメリカの大衆を確信させた。この脅威が見えてくるにつれて、ブロックはカナダの防衛強化に素早く動いた。ケベックの要塞は壁を作り砲兵大隊を作ることで強化した。ブロックは正式の教育はあまり受けていなかったものの、大砲の操作や設置に関する科学的な書籍を読むことにより、強力な防衛拠点を作り上げることに成功した。また湖沼・河川の作戦展開に必要な海兵隊部門を再調整し、五大湖を確保するために必要な海軍力まで作り上げた。このことは米英戦争で極めて重要な要素となった。
1807年、ブロックはカナダ総督のジェイムズ・ヘンリー・クレイグによって、准将に昇進し、1810年にはアッパー・カナダの全軍を指揮することになった。この期間、ブロックはヨーロッパでの従軍を求め続けた。1811年、さらに少将に昇進した。その年の10月に副総督のフランシス・ゴアがイギリスに戻ったので、ブロックが暫定的な副総督となり、アッパー・カナダの統治者となった。このために、ブロックは軍政面も民政面もすべて見ることになった。1812年の早くにヨーロッパ勤務の辞令がきたが、ブロックは合衆国に対してカナダを守るのが自分の義務と考え辞退した。
ブロックは、アッパー・カナダの管理者として戦争に備えて幾つかの改革を行った。植民地議会の反発はあったものの、まず軍法を改定し、志願兵の利用を可能にし、これら新兵の訓練を強化させた。さらに守りの強化と補強を続けた。またショーニー族の指導者テカムセなどのインディアン指導者と渡りを付けアメリカとの戦争が起こった場合にイギリスと同盟するかを確認した。当時の一般的な見方ではカナダは侵略されれば直ぐに落ちてしまうとされていたが、ブロックは植民地の戦力で戦う戦略を模索し続けた。

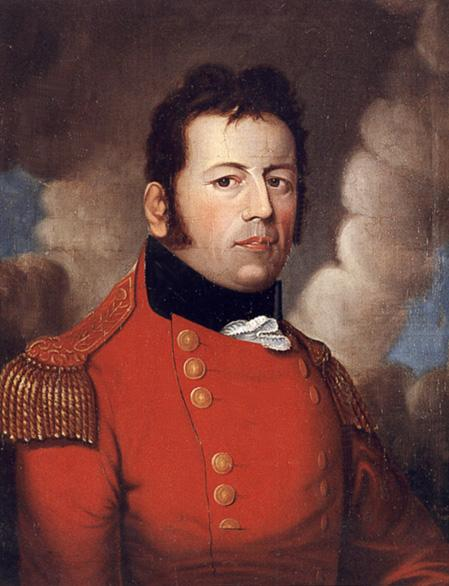
ジョージ・プレボスト総督。
その戦争に対する政策がブロックと合わなかった。

## 米英戦争

### デトロイト砦の奪取
アメリカ合衆国は1812年6月12日にイギリスに対する宣戦を布告した。ブロックは現状の準備では植民地全体の安全を守るには不十分だと感じたので、逆に攻勢に出て、戦略上重要なマッキナック砦を奪取する行動に出た。この作戦は完全な成功であったが、ブロックはまだ足りないと思った。これらの努力はジョージ・プレボスト総督（1811年にクレイグの後任となった）が戦争に対しては慎重な態度を採っていたことにより、邪魔されることになった。プレボストは防衛に専念することに重きをおき、アメリカ領土への攻撃には反対していた。
7月12日、アメリカ軍はウィリアム・ハルの指揮でサンドウィッチ（現在のオンタリオ州ウインザー）からカナダに侵攻した。この侵攻は直ぐに停止され、ハルは撤退したが、ブロックはこれをプレボストの命令に背く言い訳に使った。ブロックはテカムセの援助を確保してデトロイトに向かった。この時点で、インディアンの数を含めても、ブロックの兵力はほぼ2対1で負けていた。しかし、ブロックはハルを臆病な男と推測し、特にテカムセ達インディアンを恐れていると思った。ブロックはハルを脅すための幾つかの仕掛けを使うことにした。まず、援軍を謝絶する伝言（表面上プレボスト宛て）をハルの手に入るようにした。そこに書かれた理由は、インディアンの協力で十分に砦を落とせることとし、すなわちこれ以上のイギリス軍は要らないとしていた。次に、民兵に正規兵と同じ服装をさせ、全軍が農夫や商人ではなく正規歩兵であるかのように見せた。こうして、デトロイト砦を包囲すると、サンドウィッチの町の川向こうに大砲を据え、慎重に仕組まれた行軍を何度も行って、実際以上にインディアン同盟軍がいるように見せかけた。もう一つ、テカムセの部隊にできるだけ騒々しい音を立てさせてその兵力を偽装し、とても制御出来ないようなインディアン集団が居るように印象づけてハルを怯えさせた。最後に、ブロックはハルに降伏を要求する文書を送った。次はその一部である。
「撲滅のための戦争は私の意図するところではないが、いざとなると私では制御できなくなる多くのインディアン戦士が我々の軍隊と共にあることをお気付きいただきたい」
これに続いて大砲の砲弾を砦に向けて放たせた。8月16日、ブロックの文書を受け取って2時間後にハルは無条件降伏した。ハルは年長であり、軍隊での最近の経験がなかったので、降伏しなかった場合に受けるインディアンの拷問を酷く恐れた。
デトロイト砦の奪取はアメリカの士気を損ない、その地域のアメリカ軍の脅威を取り除いたことで、ブロックにとって大きな勝利であった。翻ってカナダ人の士気は大いに上がった。ブロックはアメリカ軍の物資を抑え、装備の薄い民兵に配分することで自軍の戦力を上げた。最後に、戦うことを能力の印でありやる気を示すことであると考えるテカムセや他のインディアン酋長達の支援を確固たるものにした。
テカムセの支援を得るために、ブロックはショーニー族に対して多くの約束をした。独立した母国を指向するショーニー族への相談無しでは停戦の交渉を行わないと約束した。テカムセの支援が必要だったブロックにとってこれは疑いもない条件であったが、ブロックが裏切って交渉したという証拠もない。また、テカムセはブロックを信頼し尊敬しており、初めての会合の後で、「これが男だ」と言ったと伝えられている。
ブロックはデトロイト砦奪取の功績に対してナイトの称号を受けたが、その知らせが届く前にクィーンストン・ハイツの戦いで戦死した。デトロイト砦の奪取はミシガン準州の大部分のイギリス支配も可能にした。ブロックはアメリカ領内への侵攻作戦を続ける作戦を練ったが、プレボストがアメリカのヘンリー・ディアボーン少将と停戦交渉を始めており、それ以上の行動に移せなかった。このことがブロックの動きを失速させ、アメリカ軍は軍隊を再編してカナダ侵攻の準備をする時間を得た。ブロックは、アメリカ軍が侵攻してくる地点を予測できず、躍起になってアッパー・カナダ全体の守りの備えのために働いた。

### クィーンストン・ハイツでの戦死
一方、連邦党員であまり軍歴も無いままに政治的に指名されたアメリカ軍将軍スティーブン・ヴァン・レンセリアが、ニューヨーク州ルイストン近くに大軍を率いて現れた。ヴァン・レンセリアは大統領からの圧力も受けていた。ヴァン・レンセリアはその軍隊の質に関しては大きな危惧を抱いていたが、攻撃する以外の選択肢は無かった。事態をさらに悪くしたことに、ヴァン・レンセリアは軍隊経験が無いために、正規軍の大多数から信用されていなかった。1812年10月13日の早朝、アメリカ軍はナイアガラ川を越えてクィーンストン・ハイツの戦いに突入した。イギリス軍からの激しい砲撃をものともせず、第一派のジョン・E・ウール大尉指揮する部隊は川の向こう岸に上がり、漁師道を通って丘の上に向かった。続いてイギリス軍砲兵隊を攻撃し潰した。
近くにあったジョージ砦にいたブロックは丘にいる小さな部隊を指揮するために急行した。大砲が使えなくなり、アメリカ軍の残りの部隊も川を越えてくることを恐れたブロックは、丘の上からの直接攻撃を命じた。率先垂範しなければ命令するに値しないというブロックの個人的な哲学そのままに、ブロック自ら攻撃隊の先頭にたった。この攻撃は成功したかに見えたが、そこで反撃を食らった。ブロックは手を撃たれたが、さらに第二次攻撃も指揮した。ブロックの将軍服は明白な目標になっていたので、この時にアメリカ軍狙撃兵に撃たれて戦死した。狙撃兵の一人はブロックの音信不通になっていた兄弟でマッケンジー・ブロックといい、アメリカに寝返った後アメリカ市民となっていた。マッケンジーが子供の時に、アイザック・ブロックに屋根から落とされてあやうく死にかけたことがあった。ブロックの最後の言葉はsurgite（ラテン語で立ち上がる、あるいは続行するの意）、あるいは「続けよ、勇敢なヨークの雄志よ」、あるいは「私の死に注意を向けてはならない、それは勇敢な仲間が勝利を得ることを妨げる」と様々に伝えられている。しかし、ブロックは即死とも伝えられており、これらの証言に確としたものはない。
ブロックの死の後で、シェフが戦場に到着しイギリス軍の指揮を執った。直接攻撃を行った前任者とは対照的にシェフはより注意深い態度を選んだ。このことが最終的には成功し、アメリカ軍に対する勝利に繋がった。イギリス軍の損失は50名程度であった。この戦闘中第49連隊は「将軍の仕返し」を鬨の声につかったという。マッケンジー・ブロックが捕虜になったとき、水に漬けられて裏切りの懺悔をやらされた。

### 埋葬
戦闘が果てた後、シェフとその付き添いが、ブロックに多年仕えたジョン・グレッグ大尉に葬送の手配を任せた。
10月16日、ブロックとマクドーネル大佐の葬列が政庁からジョージ砦まで続いた。イギリス軍の兵士、民兵、インディアン達が道の両側に並んだ。棺はジョージ砦の北東隅に新しく掘られた墓穴に降ろされた。イギリス兵は21発の弔砲を3度鳴らし、弔意を表した。その日遅く、ナイアガラ砦のアメリカ軍守備兵も同じように弔砲を鳴らした。数千の人々が葬儀に参列したが、当時のアッパー・カナダの人口を考えれば驚くべきことだった。
ブロックとマクドーネルの遺骸はその後3度移され、最終的には1853年10月13日ブロック記念碑の中に納められた。数千の人々が最後の埋葬に参会した。

### ブロックの姿勢
多くのカナダ人はブロックを自分達の仲間だと見ていたが、ブロック自身はカナダを故郷とは考えていなかった。ブロックはケベック市については好意的であったが、概してこの国を僻地とみており、ナポレオンと戦うためにヨーロッパに転属することを望んだ。更にブロックはカナダの開拓者達がアメリカの同調者ではないかと疑っていたので、植民地を守るために武器を持たせることを躊躇していた。ブロックはイギリス軍正規兵やテカムセのインディアン戦士と共に戦う方を好んだ。
ブロックがテカムセや他のインディアン同盟軍に見せた態度は注目に値する。ブロックの交わした文書を見れば、ブロックがインディアンを父親のような謙りでみていたことが分かるが、テカムセ自身を非常に高く評価していた。ブロックはテカムセを「インディアンのウェリントン公」と呼び、「テカムセより賢明で勇敢な戦士はいないと信じる」と言った。インディアン達にもそれなりの尊敬の念で接した。ブロックの個人的な高潔さは文書にも表されており、ブロックが生きておればインディアンの故郷についてショーニー族に約束したことを守ったであろうことがわかる。
ブロックは、広い公的な教育が欠けていたが、教育の重要性を認めていた。ブロックは暇な時は部屋に閉じこもり、その教養を高めるための読書に耽っていたと報告されている。ブロックの好みは様々であり、戦術や軍事科学の著作を多く読む一方で、哲学や他のやや実践には直接結びつかない分野の本も読んでいた。ブロックの死んだ時に、そのささやかな蔵書の中にはウィリアム・シェイクスピア、ヴォルテールおよびサミュエル・ジョンソンのものも含まれていた。

## 遺産

### イギリス軍の指揮
ブロックが生きている間は圧倒的な勢いのあったイギリス軍は、ブロックの死によって大きな打撃を蒙ることになった。ブロックの後継者シェフは、クィーンストン・ハイツでの指揮はうまくいったが、その後はブロックの域まで達することがなかった。ヨークの戦いで撤退したことについて、ジョン・ストラッチャンなど多くの者に批判を受けたシェフは、間もなくイギリスに呼び戻され、輝かしくはないもののそこそこの経歴を積んだ。
しかし、デトロイト砦の後継者はもっとひどかった。ヘンリー・プロクター大佐は、後にアメリカ合衆国大統領になったウィリアム・ハリソン指揮する再編された北西部アメリカ軍の攻撃を受けた。ハリソンはデトロイト砦の再奪取に動いたが、その分遣隊が1813年1月22日にフレンチタウンで敗北を喫した。プロクターは判断の悪さを露呈し、捕虜をインディアンの手の届くところに放置したために、インディアンが60名の捕虜を処刑してしまった。それに続くアメリカ軍の勝利によって、ハリソンはカナダ侵攻の軍を起こし、10月5日のテムズの戦いにつながった。この戦いでは、アメリカ軍の攻勢に怯んだプロクターが撤退し、テカムセとそのインディアン戦士だけで戦わせることになった。テカムセ達は抗戦したが結局敗北した。たぶんイギリス軍にとって大きな影を落したのが、この戦いでのテカムセの死とそれに続く同盟インディアンとの協調の終焉であった。
ブロックとしばしば衝突していたプレボスト総督の方は、1814年のプラッツバーグの戦いの後までイギリス軍の指揮を続けた。プラッツバーグの戦いは海軍と陸軍歩兵が協同して攻撃を掛けることが意図されていたが、プレボストは湖上での戦いが終わるまで陸軍を動かそうとはしなかった。プレボストが攻撃をかけさせた時は、最近昇進したばかりのウール少佐に率いられる少数のアメリカ正規兵が確保したサラナック川の橋を越えられなかった。戦力的にはかなり上回っていたにも拘わらず、プレボストは海軍の敗北を聞くと撤退を決めた。この失敗によって、プレボストはイギリスに呼び戻され審問に掛けられることになった。プレボストは間もなく健康を害し、1815年早々に死んだ。

### カナダ

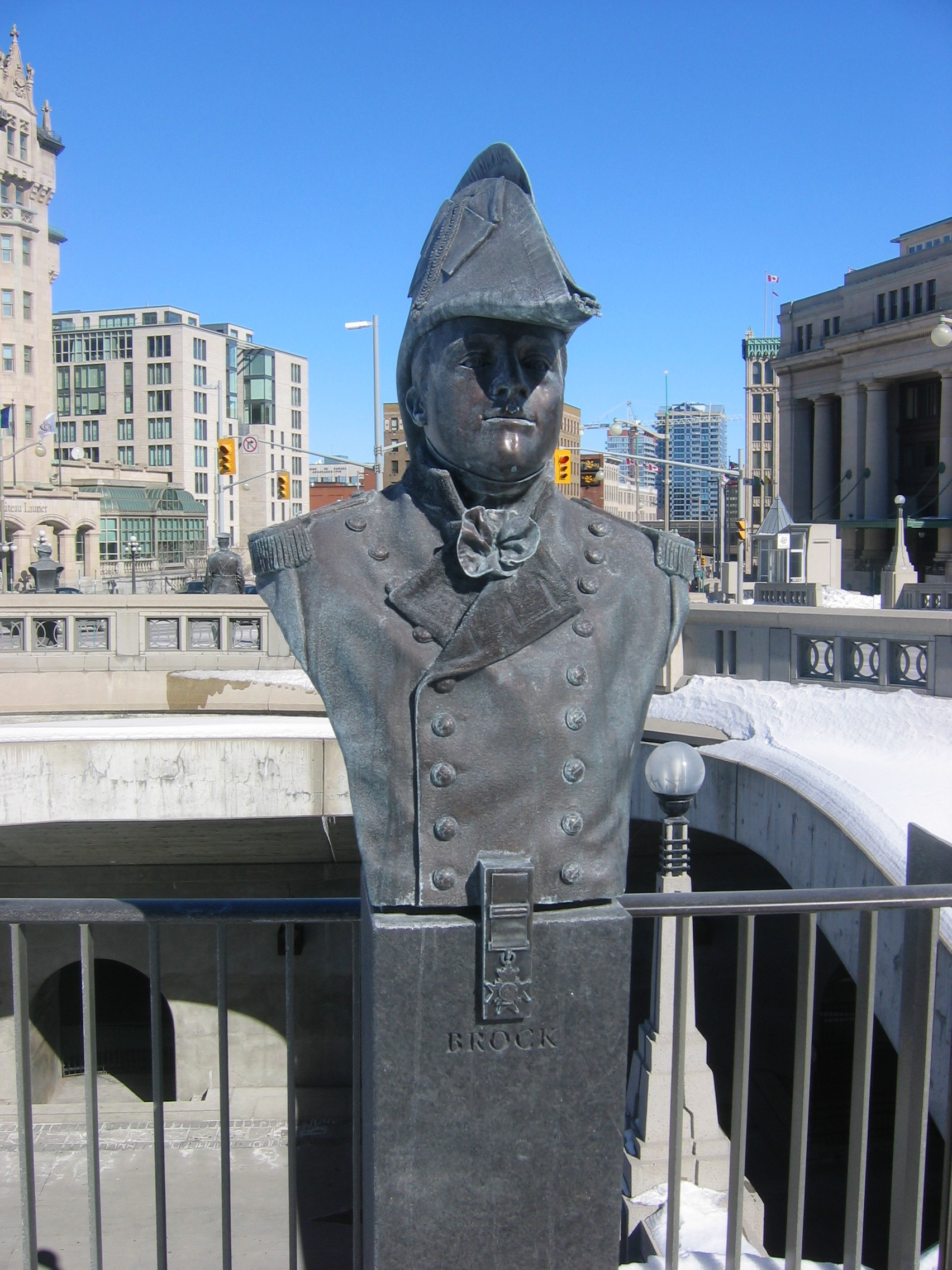
オタワにあるブロックの胸像

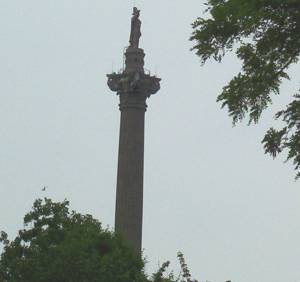
ブロックの記念碑

- カナダでは、絶望的と思われていたカナダ植民地をブロックが救ったので、偉大な英雄の一人と見なしている。2004年にカナダのテレビで行われた偉大なカナダ人の投票では、ブロックがカナダ人ではない事実がありながら、第28位にランク付けされた。
- アンガス・リード調査グループによるウェブでの調査[6]ではブロックをカナダ軍人の英雄の中で最も偉大な者とした。
- ナイアガラ断崖の麓にある小さなケアンがブロックの倒れた場所を示しており、大衆の寄付で造られた印象的な墓碑がいつまでも続く感謝の印としてクィーストン・ハイツを見下ろしている。
元々あった墓碑は1840年にアイルランド系カナダ人テロリストベンジャミン・レットによって爆破されひどく壊されたが、1853年にさらに大きく作り直され今に至っている。中の遺体は損傷しないように一時的に移され、再建された時に最終的な墓所となった。
墓碑には次の様な言葉が刻まれている。
「彼は1812年10月13日の戦闘で倒れた。43歳。彼の治めた人々によって称えられ愛された。彼の人生を捧げた活動に対し国王は哀悼の意を表した。彼の遺骸はこの墓所に眠り、また1812年10月14日に前日の戦闘で受けた傷がもとで死んだ彼の副官ジョン・マクドネル大佐もここに眠る」
- ブロックの乗馬アルフレッドの碑もある[7]。ブロックの倒れた場所を示すケアンの近く、クィーストンの村の南端にある。
- 1816年、今では所在のはっきりしない会社によって一連の半ペンス代用硬貨が発行され、これにはブロックの名前と「アッパー・カナダの英雄」というタイトルがあった。ブロックが発行した「軍札」があまり信用されなかったために、この銅製代用硬貨が出回ったのは一種の皮肉なことであった[8]。
- ブロックに対する感謝の印として、オンタリオ州ブロックビル市、ブロック町、サスカチュワン州ブロック村ができ、またオンタリオ州セントキャサリンズにブロック大学ができた。
他にもブロックの名前に因んだ学校は、マニトバ州ウィニペグ市のアイザック・ブロック・スクール（1913年設立）、オンタリオ州トロント市、ゲルフ市、ハミルトン市、ロンドン市およびウィンザー市のアイザック・ブロック卿小学校がある。
- トロント市騎馬警邏隊にはブロックと言う名前の新しい乗馬がいる。黒毛のペルシェロンで、体高17ハンズ (170 cm)、体重780 kgである。
- オンタリオ州にはブロックの名前を冠する道路も幾つかあり、高速道路405号線のアイザック・ブロック将軍パークウェイもその一つである。
- 少なくとも1隻の艦船がブロックに因んで名づけられた。SSアイザック・ブロックである[9]。
- ブルーストレイルは記念公園の東寄りブロックの墓碑から約200メートルを南の終端としている。
- 19世紀のカナダの詩人で民族主義者のチャールズ・メイアーが書いた戯曲「テカムセ」にはブロックが登場する。
- アイスホッケーの偉大な選手ウェイン・グレツキーの母、フィリス・ホッキン・グレツキーはブロックの子孫であった。
- オンタリオ州アマーストバーグにあるJ/アブラハム・インクが所有するショッピング・モールはアイザック・ブロック卿の名前を付けた。
- 2006年10月13日、クィーストン・ハイツのレストランでオンタリオ州高速道路405号線をアイザック・ブロック将軍パークウェイと名づけるセレモニーが行われた。

### イギリス

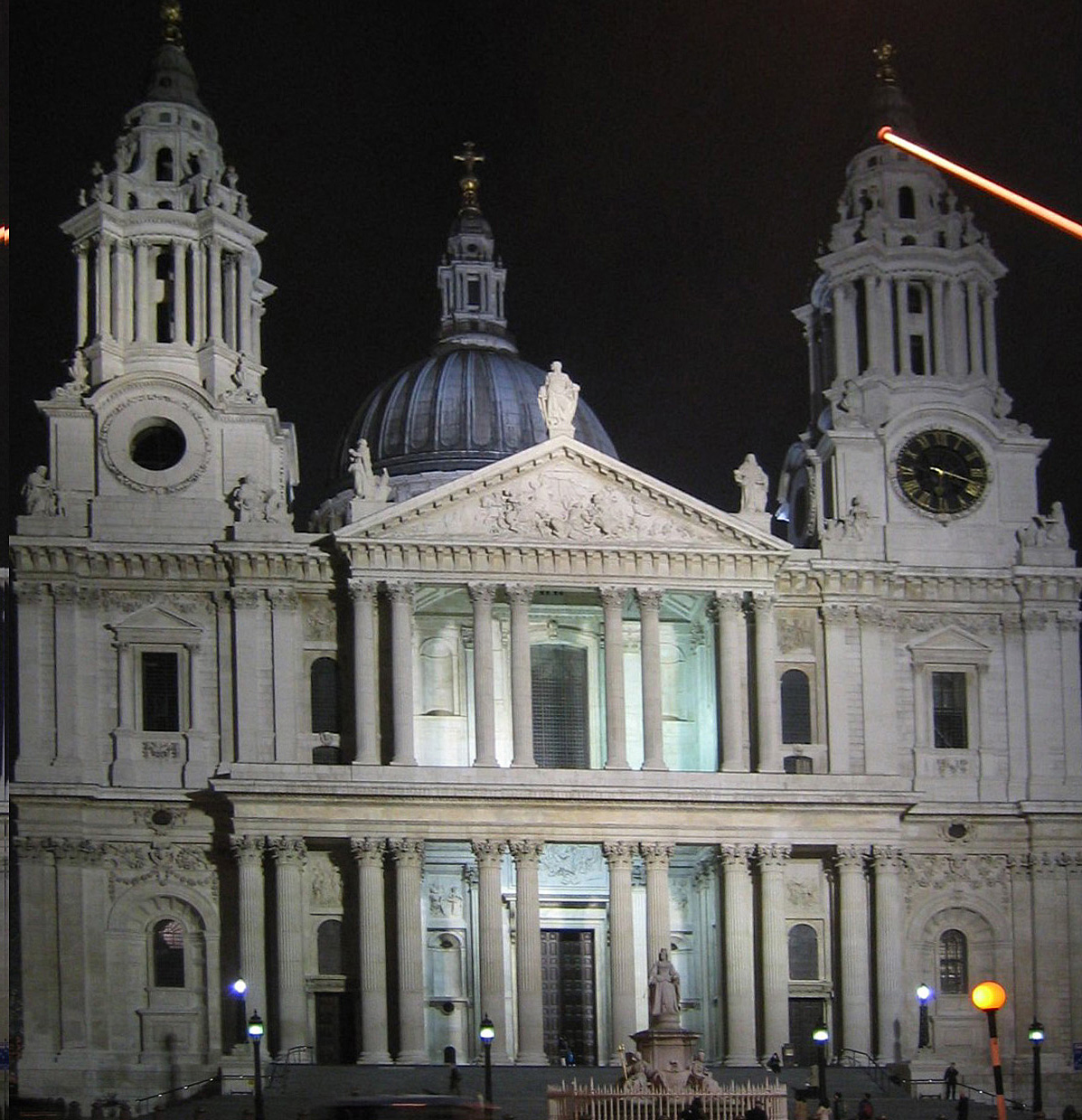
セント・ポール大聖堂、ブロックの記念碑がある。

ブロックの功績は、当時ヨーロッパで行われていた大規模戦争の影に隠れていたが、彼の死は広く伝えられ、特に故郷のガーンジー島で注目された。カナダでのイギリス軍指揮官の失敗が続き、ブロックの傑出した評価を高めることになった。ロンドンでは、セント・ポール大聖堂にブロックの記念碑がある。デトロイト砦の勝利でブロックはバス勲章を授けられたが、その報せは彼の死後にカナダに届き、叙勲されたことを知らないままであった。第49連隊が改組されたロイアル・バークシャー連隊の基地はバークシャーのレディングにあり、1881年に造られた時、「ブロックの宿営」と名づけられた。イギリス海軍の艦船HMSアイザック・ブロックは建造中にヨークの戦いで破壊された。

### ガーンジー島
ブロックの生家はセント・ピーター・ポートのハイ・ストリートに残っており、下の階は薬局になっている。ブロックの長靴と銘盤が飾られている。カナダ政府が拠出した記念碑が、セント・ピーター・ポートの教区教会、タウン・チャーチの側面に立っている。ブロック大学は高い功績を上げたガーンジー島の学生に2つの席を設けている。
1969年と1996年にガーンジー島郵便局はブロックの人生と功績を称える切手を発行した。